# Onthophagus nudus
Onthophagus nudus là một loài bọ cánh cứng trong họ Bọ hung (Scarabaeidae).